# Оксбоксо Ривер (Конектикат)
Оксбоксо Ривер (енгл. Oxoboxo River) насељено је место без административног статуса у америчкој савезној држави Конектикат.

## Демографија
По попису из 2010. године број становника је 3.165, што је 227 (7,7%) становника више него 2000. године.
| Група             | 2000.         | 2010.         |
| Белци             | 2.608 (88,8%) | 2.687 (84,9%) |
| Афроамериканци    | 47 (1,6%)     | 88 (2,8%)     |
| Азијати           | 75 (2,6%)     | 50 (1,6%)     |
| Хиспаноамериканци | 103 (3,5%)    | 191 (6,0%)    |
| Укупно            | 2.938         | 3.165         |